# Оливер Ивановић
Оливер Ивановић (Рзнић, 1. април 1953 — Косовска Митровица, 16. јануар 2018) био је српски политичар и економиста са Косова и Метохије.
Био је државни секретар у бившем Министарству за Косово и Метохију од 2008. до 2012. године под министром Гораном Богдановићем. Био је члан једне мање српске политичке странке, Социјалдемократске партије и политички и хуманитарни лидер косовско-метохијских Срба са севера, углавном Косовске Митровице. Био је члан Координационог центра за Косово и Метохију. Био је оснивач и председник Грађанске иницијативе „Србија, демократија, правда”, једне од српских политичких странака које су учествовале на парламентарним и локалним изборима на Косову и Метохији након Бриселског споразума.
Убијен је у атентату 16. јануара 2018. године у Косовској Митровици. За његово убиство власти у Београду сумњиче, како је тадашњи министар полиције Братислав Гашић рекао, једног неименованог немачког држављанина. Неколико месеци касније, тадашњи председник Србије Александар Вучић се јавно извинио Немачкој због Гашићевих речи. Истраживачки новинари писали како је осумњичени повезан с криминалном групом око Звонка Веселиновића, Милана Радоичића и Вељка Беливука.

## Биографија
Рођен је 1. априла 1953. године од оца професора историје Богдана и мајке професорке српског језика и књижевности Олге у селу Рзнић код Дечана у Аутономној Косовско-Метохијској Области Народне Републике Србије, једне од шест саставних аутономних јединица Федеративне Народне Републике Југославије. Завршио је основну школу, као и машинско-техничку стручну средњу, у Титовој Митровици (данашња Косовска Митровица). Његова породица је пореклом из Црне Горе, из племена Кучи. Његови родитељи су након смрти, по њиховој жељи сахрањени у Подгорици.
Животни сан као младића му је био да постане пилот, па је постао питомац престижне Војне академије у Загребу, престоници Социјалистичке Републике Хрватске. У Загребу је започео озбиљно тренирање каратеa за вријеме студија. Врло брзо постаје карате инструктор. Након три године студија, напушта загребачку војну академију након што му је констатовано да има урођени оштећен вид. Враћа се на Косово и похађа и успјешно завршава Машински факултет у Митровици, огранак Универзитета у Приштини. Накнадно и апсолвира на Економском факултету у Приштини.
Паралелно са студијима, наставио је професионално усавршавање своје борилачке вештине, добио нове појасеве, и достигао врхунац када је освојио првенство у карате такмичењу Косова. Добија и одређени међународни престиж поставши почасни међународни карате судија. Говорио је енглески, албански и италијански језик.
Живео је у Косовској Митровици, био је ожењен Марином и имао је четири сина. Био је велемајстор у каратеу.
Оливер Ивановић се од јануара 2014. године заједно са још четворицом Срба налазио у затвору у Косовској Митровици, где се теретио за наводни ратни злочин над цивилним становништвом на Косову и Метохији 1999. и 2000. године. Оптужница је подигнута у новембру 2014. године, а суђење је почело 18. децембра 2014. године.
Због одбијања да га пусте да се брани са слободе Оливер Ивановић је 7. августа 2015. почео штрајк глађу, док је 14. августа због нарушеног здравља пребачен у болницу у Косовској Митровици. У фебруару 2017. му је укинута првостепена пресуда и наложено је ново суђење. Потом је био у кућном притвору, а од априла 2017. је одређено да се брани са слободе.

### Локални избори 2017. године
Након што му је у јулу 2017. године запаљен лични аутомобил од стране непознатих починилаца, Ивановић је изјавио да сматра да би мотив могао да буде његово политичко деловање. У августу исте године је супруга Ивановића објавила на свом Твитер налогу да је Оливер кандидат ГИ СДП-а за градоначелника Северне Косовске Митровице. Истог месеца је запаљен ауто и Драгиши Миловићу, коалиционом партнеру и кандидату за председника општине Звечан.
Демократска странка је пружила подршку СДП-у и кандидатури Оливера Ивановића на локалним изборима, док је Српска листа у свом саопштењу навела да је она једина која има подршку власти из Београда, називајући подршку ДС-а Ивановићу „антисрпском коалицијом” која ради на слабљењу јединства Срба на Косову и Метохији са мотивом мржње према председнику Србије Александру Вучићу, СНС-у или Српској листи. Марко Ђурић, директор Владине Канцеларије за Косово и Метохију и потпредседник СНС-а, је 16. октобра изјавио за „РТВ Пинк” да ДС води традиционалну политику разарања српских интереса и нагласио да је Оливер Ивановић био државни секретар за време владе ДС-а. Истог дана је „РТВ Пинк” емитовала рекламни спот у којем наводи да је Ивановић „15 дана плакао за својим аутомобилом, да је непоштен човек који је издао наше поверење” и да има подршку Приштине.
Кандидатуру СДП-а и Ивановића су подржали и Покрет слободних грађана, Нова странка, Покрет за промјене и Александар Шапић. Избори су одржани 22. октобра и на њима је Ивановић освојио 18,52% гласова, иза кандидата Српске листе Горана Ракића који је придобио око 67% гласова.

## Атентат и смрт
Дана 16. јануара 2018. у раним јутарњим часовима извршен је атентат на Оливера Ивановића испред седишта његове странке Грађанска иницијатива „Слобода, демократија, правда” у Косовској Митровици од стране непознатих починилаца. Атентатор је користио оружје Застава 70А са пригушивачем, познатији као дуга деветка, из које је испаљено шест хитаца. Након атентата Ивановић је пребачен у болницу у Косовској Митровици где је преминуо. Сахрањен је 18. јануара 2018. у Алеји заслужних грађана на београдском Новом гробљу.

### Осумњичене убице и налогодавци
Крајем марта 2022. године, бизнисмен Бобан Богдановић рекао је да му је пријатељ Александар Глигоријевић Пуке, високорангирани члан Беливукове групе „Принципи” и саучесник у убиству, рекао да су у атентату на Ивановића учествовале криминалне групе око Звонка Веселиновића и Вељка Беливука. Он је изјавио:

„Оливера Ивановића је убио Љубомир Лаиновић, син некада жестоког новосадског момка Бранислава Лаиновића. Човек који је организовао његов долазак на Косово и припремио логистику је Милан Радоичић. Човек који је наредио је (Звонко) Веселиновић. То је оно што ми је рекао Александар Глигоријевић Пуке.”
Према Богдановићевом сведочењу, Глигоријевић је био курир, он је директно дао новац Лаиновићу по извршеном убиству. Звонко Веселиновић и Милана Радоичић су контоверзни бизнисмени с Косова и Метохије који су сарађивали с Александром Вучићем и Српском напредном странком. Доцније су и Глигоријевић и Лаиновић убијени. Глигоријевић је убијен у унутрашњем сукобу кримилналне групе Принципи. Беливук је окривљен за Глигоријевићево убиство. Лаиновић је нестао након што је извршио још један атентат, овога пута је убио двојицу припадника шкаљарског клана. Сумња се да су га „шкаљарци” брутално мучили пре него што су га убили.

Дан после објаве Богдановићевог исказа о умешаности Веселиновића и Радоичића у атентату, тадашњи министар полиције Александар Вулин је напао је Богдановића називајући га „пацовом”. Међутим, нешто после Вулина, огласила се и Ивановићева супруга Милена Поповић која је потврдила Богдановићеве наводе о осумњиченима за убиство и да се то поклапа са њеним сазнањима:
„Иако ме само име наводног убице [Лаиновић] изненадило и признајем да за њега никада нисам чула, морам да кажем да се једно име поклапа из Богдановићеве приче и оног што сам знала од Оливера и онога што сам сазнала после његовог убиства. То име је Милан Радоичић.”
Она је тада позвала све истражне органе да „не жмуре” на тврдње Богдана Богдановића јер постоји више независних извора који тврде исто:
„Ово сведочење најбољег пријатеља убијеног Александра Глигоријевића отвара поново поглавље које се, чини ми се, сви труде да затворе пре времена и зато позивам Тужилаштво да не жмури на овај исказ Бобана Богдановића. Да ли сте ви спрега криминала и утицајних појединаца или сте институција која се бори да очисти државу од криминала? Покажите коначно шта сте, да и ми знамо.” 
Она је навела да је Радоичић „човек ког је Оливер [Ивановић] означио као носиоца моћне криминалне структуре на северу Косова” и да се управо убијени Оливер Ивановић залагао за борбу против организоване криминалне групе Милана Радоичића:
„Међу њима је владало отворено непријатељство и то се није тајило. Име Милана Радоичића увек је с тескобом помињано у нашој кући, нарочито када је Оливер [Ивановић] почео да прима све озбиљније претње. Немојте се заваравати, можда о томе Оливер више не може да посведочи, али ту сам ја.”
Годину дана раније, крајем јуна 2021. године, Милена Поповић је демонстративно напустила седницу Скупштине Србије о Косову и Метохији на којој је говорио Александар Вучић, јер је на седницу дошао и Милан Радоичић, човек кога сумњичи за убиство супруга Марине Ивановић.
Јуна 2023. године, министар унутрашњих послова Србије и ранији челни Бије Братислав Гашић, изјавио је да српска власт зна ко је убио Ивановића, и да је у питању један неименовани немачки држављанин, што су власти Немачке оштро демантовале. У августу 2023. тадашњи председник Александар Вучић се јавно извинио Немачкој због Гашићевих навода.

## Наслеђе
Сахрањен је 18. јануара 2018. године у Алеји заслужних грађана на Новом гробљу у Београду. Сахрани су присуствовали Ана Брнабић, председница Владе Србије и Марко Ђурић, директор Владине Канцеларије за Косово и Метохију.
Након петиције Ивановићевих партијских колега и симпатизер, на предлог одборничке групе Српска листа, Ивановић је добио улицу у насељу Бошњачка махала, у Северној Косовској Митровици. Чланови СДП-а и породице Ивановића су нагласили да није преименована улица у којој је извршен атентат, како је тражено петицијом.